# František Antonín ze Starhembergu
František Antonín hrabě ze Starhembergu (německy Franz Anton, Graf von Starhemberg; 30. července 1691 Vídeň – 7. května 1743 Praha) byl česko-rakouský šlechtic, diplomat a dvořan z rodu Starhembergů. U císařského dvora ve Vídni dosáhl funkce nejvyššího štolby (1738–1742). Jeho zetěm byl moravský šlechtic, rakouský státník, kníže Václav Antonín z Kounic.

## Život

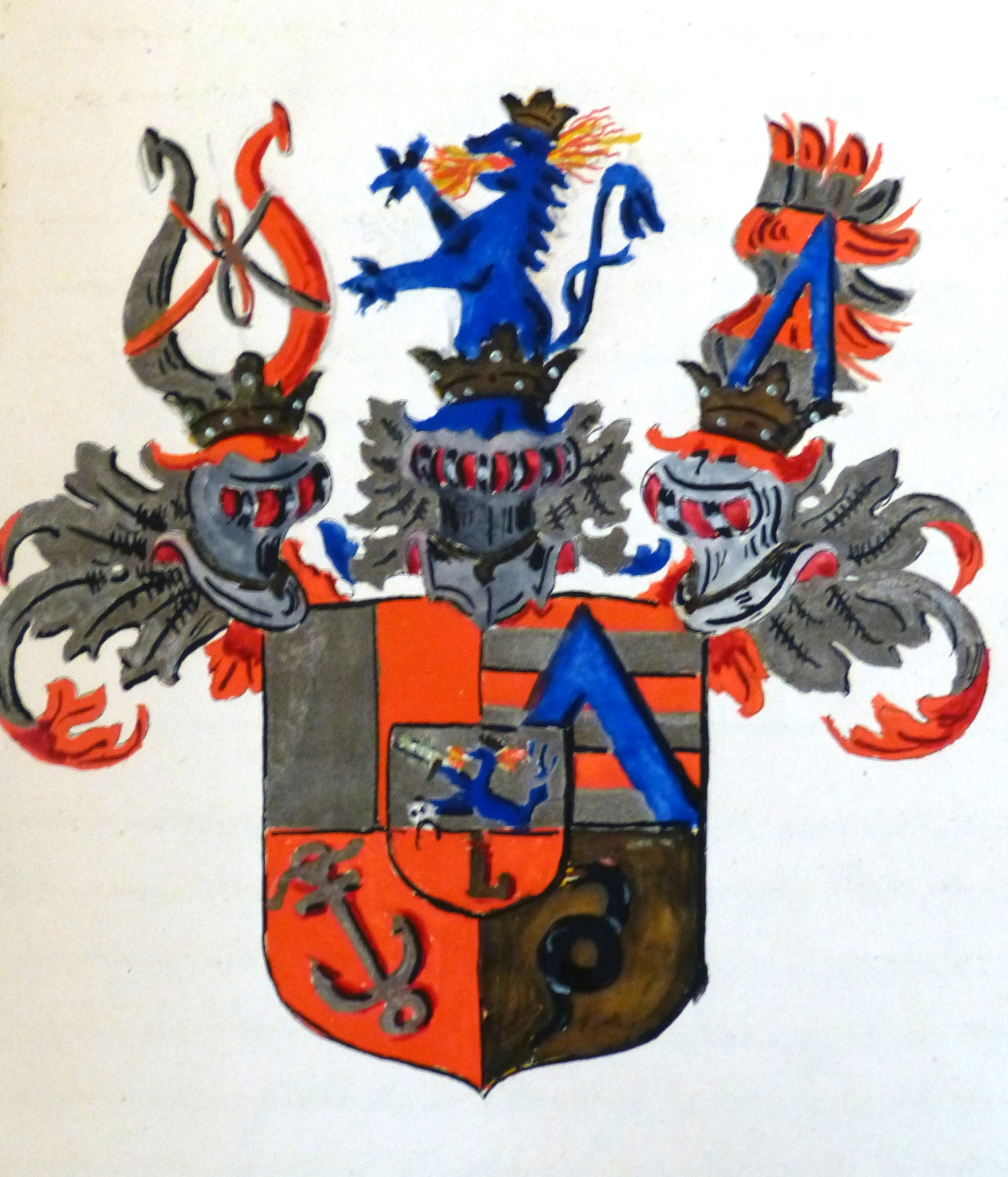
Erb rodu

Narodil se jako František Wolfgang Antonín Eustach Josef hrabě ze Starhembergu (Franz Wolfgang Anton Eustach Joseph Graf von Starhemberg), jediný syn prezidenta dvorské komory Gundakara Tomáše ze Starhembergu (1663–1745) a jeho první manželky Marie Beatrix Daunové (1665–1701).
Od mládí působil u dvora, v roce 1713 byl jmenován císařským komořím. Uplatnil se také jako diplomat a v roce 1728 byl vyslancem u říšského sněmu. V roce 1733 získal titul tajného rady a v letech 1733–1738 zastával funkci nejvyššího hofmistra arcivévodkyně Marie Terezie. Nakonec byl v letech 1738–1742 nejvyšším štolbou císařského dvora. Zemřel náhle v Praze, kde pobýval během korunovace Marie Terezie na českou královnu.

### Rodina
V listopadu 1714 se ve Vídni oženil se svou sestřenicí Marií Antonií ze Starhembergu (1692–1742), dcerou vojevůdce Arnošta Rüdigera ze Starhembergu. Tehdejší význam rodu Starhembergů dokládají okázalé pětidenní slavnosti doprovázející jejich sňatek, jak to uvádějí vzpomínky současníků. Měli spolu šest dětí, z nichž dvě zemřely v dětství. Dcera Marie Ernestina (1717–1749) se v roce 1736 provdala za pozdějšího státníka knížete Václava Antonína z Kounic.
Jeho švagry byli dlouholetý říšský vicekancléř hrabě Rudolf Josef z Colloreda (1706–1788) nebo štýrský zemský hejtman hrabě Karel Adam Breunner (1689–1750).

### Děti
- 1. Marie Josefa (21. 10. 1715 Vídeň – 2. 3. 1717 Vídeň)
- 2. Marie Ernestina (10. 10. 1717 Vídeň – 6. 9. 1749 Slavkov)
  - ⚭ (1736) kníže Václav Antonín z Kounic-Rietbergu (2. 2. 1711 Vídeň – 27. 6. 1794 Vídeň), domácí, dvorský a státní kancléř (1753–1792)
- 3. Otto Gundakar (14. 10. 1720 – 4. 8. 1760 Pottendorf)
  - ⚭ (1746) hraběnka Marie Aloisie Breunner von Asparn (14. 5. 1724 – 12. 5. 1794 Vídeň)
- 4. František Xaver (31. 3. 1722 Vídeň – 11. 6. 1743 Bonn), svobodný a bezdětný
- 5. Josef Xaver (15. 9. 1724 – 30. 12. 1774)
  - ⚭ (1754) hraběnka Eva Františka Károlyi (5. 11. 1730 – 5. 9. 1799 Vídeň)
- 6. Marie Anna (19. 1. 1728 – 1732)